# Ранко Борозан
Ранко Борозан (Мостар, 25. јул 1933 — 2. април 2020) био је југословенски и српски фудбалер.

## Каријера
Рођен је 25. јула 1933. године у Мостару, а каријеру је почео у локалном Вележу, где је већ као седамнаестогодишњак добио шансу да заигра за сениорски тим. Пуну афирмацију је стекао у београдском Партизану, за који је наступао од 1954. па до 1957. године и освојио два купа Југославије. Био је део екипе Партизана која је одиграла легендарни први меч у историји Купа европских шампиона у Лисабону против Спортинга (резултат 3:3, 4. септембар 1955).
У Црвену звезду је дошао 19. децембра 1957. године и остао нешто више од две године, с обзиром да је 28. децембра 1959. године појачао ОФК Београд. Са црвено-белима освојио је једну титулу првака Југославије, као и два национална купа.
Играо је седам мечева за младу репрезентацију Југославије, а једном је играо и за југословенску Б репрезентацију.
Преминуо је 2. априла 2020. године.

## Трофеји
Партизан
- Куп Југославије: 1954, 1957.

Црвена звезда
- Првенство Југославије : 1959.
- Куп Југославије: 1958, 1959.